# Imprimeriile Coresi
Compania Națională a Imprimeriilor Coresi este o tipografie din România cu capital integral de stat aflată sub tutela Ministerului Culturii.
Istoria tipografiei începe la data de 8 mai 1951, când a fost inaugurat „Combinatul Poligrafic Casa Scânteii I.V. Stalin”. Compania are filiale în Craiova, Oradea și Cluj-Napoca.
Număr de angajați:
- 2010: 530[2]
- 2008: 519[2]